# Nico Granatowski
Nico Granatowski (* 3. Juni 1991 in Braunschweig) ist ein deutscher Fußballspieler.

## Karriere
Granatowski spielte im Jugendbereich zunächst für den Braunschweiger SC Acosta, bevor er 2005 in die C-Jugend des VfL Wolfsburg wechselte. Im Jugendbereich kam Granatowski, der in der B-Jugend vom Angriff ins Mittelfeld zurückgezogen wurde, regelmäßig zum Einsatz. 2010 gelang ihm der Sprung in die Zweitmannschaft des VfL Wolfsburg. Ein im Sommer 2012 angestrebter Wechsel zerschlug sich, als sich Granatowski im Mai einen Kreuzbandriss zuzog, stattdessen erhielt er einen neuen Zweijahresvertrag bei Wolfsburg. 2014 wurde Granatowski mit dem VfL Meister der Regionalliga Nord, in den Aufstiegsspielen zur 3. Liga scheiterte man durch eine 0:1-Heimniederlage an der SG Sonnenhof Großaspach.
Über das Saisonende hinaus erhielt er keinen neuen Vertrag, in der Folge absolvierte er erfolglos Probetrainings beim 1. FC Kaiserslautern und Arminia Bielefeld. Einen neuen Verein fand Granatowski schließlich im Oktober 2014, als er vom Drittligisten Großaspach verpflichtet wurde. Dort gelang es ihm allerdings nicht, über die Rolle des Ergänzungsspielers hinauszukommen und sein Vertrag wurde bereits zum Jahresende nach nur sechs Einsätzen wieder aufgelöst. Anfang Februar 2015 wurde Granatowski vom Regionalligisten Sportfreunde Lotte unter Vertrag genommen, mit denen er 2016 in die 3. Liga aufstieg.
Zur Saison 2017/2018 unterschrieb Granatowski zunächst einen Einjahresvertrag beim Drittligisten SV Meppen, der 2018 um ein weiteres Jahr verlängert wurde.
Im Sommer 2019 verließ der Mittelfeldspieler Meppen und wechselte zum Zweitliga-Aufsteiger VfL Osnabrück. Während der Hinrunde brachte es Granatowski auf vier Ligaeinsätze. Daraufhin wechselte er in der Winterpause 2019/20 auf Leihbasis bis zum Ende der Saison zum Drittligisten Hansa Rostock. In Rostock brachte es Granatowski auf 13 Einsätze (zwei Tore) und einem Einsatz im Lübzer-Pils-Cups 2019/20. Mit der Kogge belegte er am Saisonende Rang 6.
Nach Ende der Leihe kehrte er wieder nach Osnabrück zurück, kam dort jedoch nicht mehr zum Einsatz. Im Januar 2021 wechselte er zum 1. FC Magdeburg in die dritte Liga.
Im Januar 2023 schloss sich Granatowski bis zum Ende der Saison dem Regionalligisten Greifswalder FC an.

## Erfolge
Sportfreunde Lotte
- Aufstieg in die 3. Liga 2016

1. FC Magdeburg
- Meister der 3. Liga und Aufstieg in die 2. Bundesliga: 2022